# Thomas Weiß (Fußballspieler, 1967)
Thomas Weiß (* 12. August 1967) ist ein ehemaliger deutscher Fußballspieler. In der höchsten Spielklasse des DDR-Fußball-Verbandes, der Oberliga, spielte er für die BSG Wismut Aue. In der 2. Bundesliga war er für den SV Darmstadt 98 aktiv.

## Sportliche Laufbahn
Weiß wurde 1974 in die Kindermannschaft des Halleschen FC Chemie aufgenommen und durchlief bis 1986 alle Nachwuchsmannschaften des HFC. Nach seinem Schulabschluss absolvierte er eine Lehre zum Instandhaltungsmechaniker. Für die Saison 1986/87 wurde Weiß in die 1. Männermannschaft aufgenommen, die seit ihrem Oberligaabstieg 1984 in der zweitklassigen DDR-Liga spielte. Am 27. September 1986 bestritt er sein erstes Meisterschaftsspiel für die 1. Mannschaft, als er in der Begegnung zwischen der BSG Chemie Böhlen und dem HFC Chemie (2:2) eingewechselt wurde. Bis zum Ende der Saison wurde er in insgesamt 13 DDR-Ligaspielen hauptsächlich als linker Stürmer eingesetzt, dabei schoss er drei Tore. In dieser Saison schaffte der HFC die Rückkehr in die DDR-Oberliga und für die Oberligasaison 1987/88 wurde der 1,75 Meter große, nun ausgelernte Instandhaltungsmechaniker erneut für die 1. Mannschaft nominiert. Aber bereits ab September 1987 lief er in der Ligastaffel B für die BSG Stahl Thale auf.
Die Spielzeit 1988/89 begann er noch mit vier Einsätzen und einem Tor in Thale, doch bereits am 4. Oberligaspieltag bestritt Weiß sein erstes Punktspiel für die BSG Wismut Aue. Während er in dieser Partie noch Einwechselspieler war, wurde er in der Folgezeit bis auf eine Ausnahme stets in der Anfangself aufgeboten und kam so in seiner ersten Oberligasaison auf 23 Punktspieleinsätze. Mit seinen sieben Torerfolgen wurde er zweitbester Torschütze hinter Harald Mothes mit neun Treffern. Als Oberliga-Siebenter wurde Wismut für die Intertoto-Spiele 1989 nominiert und hatte die ersten beiden Spiele gegen den schwedischen Vertreter Örgryte IS zu bestreiten. Weiß wurde in beiden Begegnungen aufgeboten, nutzte aber das Rückspiel in Schweden am 12. Juli 1989 zusammen mit seinen Mitspielern André Köhler und Jens König zur Flucht in die Bundesrepublik. Mit einer Fähre fuhren sie von Schweden nach Kiel, nachdem sie beim Delegationsleiter ihre Ausweispapiere erbeten hatten, unter der Angabe, in einem Laden für zollfreie Waren Besorgungen tätigen zu wollen. In Kiel meldeten sie sich beim Bundesgrenzschutz. Laut Weiß gab es für die Flucht keine politischen, sondern sportliche Gründe.
Nach einem Probetraining beim FC St. Pauli wurde Weiß zunächst vom Bundesligisten Eintracht Frankfurt unter Vertrag genommen, da der DDR-Fußball-Verband jedoch wegen unerlaubten Vereinswechsels bei der FIFA eine Sperre erwirkt hatte, konnte er nicht eingesetzt werden. Im Sommer 1990 schloss Weiß sich dem in der 2. Bundesliga spielenden SV Darmstadt 98 an, wo mit Trainer Jürgen Sparwasser ein weiterer DDR-Flüchtling tätig war. Dort war Weiß zunächst bis zum Oktober 1992 Stammspieler und brachte es bis zu diesem Zeitpunkt auf 73 Zweitligaspiele, in denen er 16 Tore erzielte. Am 17. Spieltag der Saison 1992/93, dem 2. Oktober 1992, wurde er, nachdem er noch den 1:0-Siegtreffer gegen den Chemnitzer FC erzielt hatte, so schwer verletzt, dass er für den Rest der Saison nicht mehr eingesetzt werden konnte. Darmstadt beendete die Saison als Absteiger und blieb drittklassig, bis Weiß – inklusive eines einjährigen Abstechers zu den Amateuren der Frankfurter Eintracht nach seiner schwerwiegenden Verletzung – den Verein 1996 verließ. In seinen fünf Spielzeiten in 2. Bundes- und Regionalliga beim SV Darmstadt bestritt Weiß 119 Punkt- und vier DFB-Pokalspiele und schoss in diesen 123 Einsätzen 22 Tore. Anschließend beendete er knapp 29-jährig seine Laufbahn als Profifußballer und wechselte zum TSV Heusenstamm.